# Nationale test
Nationale test er et evalueringssystem til lærerne i de enkelte fag. Systemet blev indført i den danske folkeskole i skoleåret 2006-07.
Eleverne testes i
- Dansk/læsning i 2., 4., 6. og 8. klasse
- Matematik i 3. og 6. klasse
- Fysik/kemi i 8. klasse.

Der har været en del tekniske problemer under afviklingen af de nationale test, hvilket har resulteret i en del utilfredshed med testene (UVM Pressemeddelelse den 17. september 2007). Det er vigtigt, at de tekniske problemer løses, hvis testene skal virke efter hensigten.